# Rozšíření instrukční sady
Rozšíření instrukční sady (anglicky instruction set extension) je skupina nových instrukcí, které rozšiřují instrukční sadu dané mikroarchitektury procesoru. Spolu s instrukcemi být představeny i nové registry a co se technického návrhu týče i nové jednotky v integrovaném oboru, jež se starají o různé výpočty. Rozšíření instrukční sady většinou přichází s uvedením nového procesoru na trh.

## Rozdělení
Rozšíření instrukční sady se dají rozdělit podle několika aspektů:
- cílová architektura (druh instrukční sady)
  - RISC
  - CISC, zejména pak architektura x86
- druh rozšíření
  - multimediální
  - pro čísla s plovoucí desetinnou čárkou
  - pro vektory
  - pro matice
  - pro specifický hardware
  - jiné

### RISCová architektura
- Multimedia Acceleration eXtensions (MAX)
- Visual Instruction Set (VIS)
- MIPS Digital Media eXtension (MDMX)
- Motion Video Instructions (MVI)
- AltiVec
- MIPS-3D
- NEON

### Architektura x86
- MMX
- 3DNow!
- Streaming SIMD Extensions (SSE)
- SSE2
- SSE3
- Supplemental Streaming SIMD Extension 3 (SSSE3)
- SSE4 (SSE4.1, SSE4.2)
- SSE5
- Advanced Vector Extensions (AVX)
- CVT16
- FMA3 / FMA4
- XOP